# Bulgarograsso
Bulgarograsso – miejscowość i gmina we Włoszech, w regionie Lombardia, w prowincji Como.
Według danych na rok 2004 gminę zamieszkiwały 2984 osoby, 994,7 os./km².